# Lorenz Lochthofen
Lorenz Lochthofen (* 21. Oktober 1907 in Altenderne-Oberbecker; † 14. September 1989 in Bad Liebenstein) war ein deutscher Politiker der Sozialistischen Einheitspartei Deutschlands (SED) und Werkleiter in der Deutschen Demokratischen Republik (DDR), der nach 22 Jahren in sowjetischer Verbannung von 1963 bis 1967 Mitglied des Zentralkomitees der SED war.

## Leben
Lorenz Lochthofen wurde in Altenderne bei Dortmund als Kind eines Bergmannes geboren. Von 1914 bis 1921 besuchte Lochthofen die Volksschule in Scholven. Von 1921 bis 1925 war er Lehrling in der Zentralkokerei der Zeche Scholven und erlangte den Facharbeiterabschluss als Schlosser. Ab 1921 engagierte sich Lochthofen in kommunistischen Organisationen. 1921 war er Leiter einer KJVD-Ortsgruppe und aktiver Gewerkschafter. Bis 1930 arbeitete Lochthofen im Ruhrgebiet auf Schacht- und Kokereimontagen. Im August 1930 ging er nach Zusammenstößen mit der nationalsozialistischen SA über Holland und Skandinavien in die Emigration in die Sowjetunion und arbeitete bis 1931 im Donezbecken in der Ukrainischen SSR als Schlosser und Schweißer. 1931 bis 1935 absolvierte Lochthofen ein Studium des Journalismus in Moskau und der politischen Ökonomie in Engels (ASSR der Wolgadeutschen) und wurde danach Redakteur bei der deutschsprachigen Zeitung „Nachrichten“. 1935 war er Dozent für Politische Ökonomie und historischen und dialektischen Materialismus an einer Parteischule in der Stadt Engels.
1937 wurde er Opfer der Stalinschen Säuberungen und zu acht Jahren Zwangsarbeit verurteilt. Er verbrachte die folgenden 20 Jahre im Arbeitslager Workuta und in Verbannung. Auch Lochthofens erste Ehefrau Lotte Rayß (1912–2008), seine sechs Monate Tochter Larissa, die kurz darauf verstarb, und weitere Angehörige wurden in die Verbannung geschickt. Nach Ableistung der achtjährigen Zwangsarbeit musste Lochthofen laut Urteil lebenslang als Verbannter in Workuta bleiben und lernte dort 1946 seine spätere, zweite Ehefrau kennen. In der Verbannung absolvierte Lochthofen ein Abendstudium der theoretischen und angewandten Mechanik und bestand 1953 ein externes Examen als Bergbautechniker am Bergbautechnikum in Workuta. Ab Januar 1957 war Lochthofen Oberingenieur für Maschinenwesen bei einer geologischen Expedition in Workuta.
Schon 1947 beantragte Lochthofen in einem Brief an Wilhelm Pieck die Rückkehr nach Deutschland. Am 14. Mai 1956 wurde Lochthofen in Saratow vollständig rehabilitiert und konnte mit seiner Frau, dem 1947 geborenen Sohn Pawel und dem 1953 geborenen Sohn Sergej 1958 in die DDR ausreisen. Dort arbeitete er zunächst als Schlosser im VEB Waggonbau Gotha und wurde dann Leiter der Normenabteilung und Assistent der Werksleitung. 1960/61 war Lochthofen Technischer Direktor im VEB Waggonbau und dann von 1961 bis 1965 Leiter des Büromaschinenwerks in Sömmerda und der Vereinigung Volkseigener Betriebe (VVB) „Datenverarbeitungs- und Büromaschinen“ Erfurt, die damals über zehntausend Mitarbeiter hatte. Ab 1961 war Lochthofen Mitglied der Kreisleitung der SED in Sömmerda. Von 1963 bis 1967 war Lochthofen, als einziger ehemaliger Insasse eines sowjetischen Lagers, Mitglied des Zentralkomitees der SED. 1967 zog er sich aus gesundheitlichen Gründen ins Privatleben zurück und verstarb 1989 in Bad Liebenstein.

## Medien
- Im Jahr 1969 schrieb Wolfgang Held nach dem Leben Lorenz Lochthofens das Drehbuch für den Film Zeit zu leben, wobei jedoch der Aufenthalt in Workuta zur Umgehung der Zensur in das KZ Buchenwald verlagert wurde.[3]
- Im Jahr 2011 produzierte die Dokumentarfilmerin Loretta Walz den Film Im Schatten des Gulag – als Deutsche unter Stalin geboren, in dem Lochthofens ältester Sohn Pawel Lochthofen über seine Kindheit in der Verbannung berichtet.[4]
- Im Jahr 2012 veröffentlichte der Journalist Sergej Lochthofen ein Buch über das Leben seines Vaters unter dem Titel Schwarzes Eis – Der Lebensroman meines Vaters.[5]

## Familie
Lorenz Lochthofen ist der Vater des Autors und Journalisten Sergej Lochthofen und der Großvater des Journalisten Boris Lochthofen, der 2016 Direktor des MDR-Landesfunkhauses Thüringen wurde.